# شيغيتاتسو ماتسوناغا
شيغيتاتسو ماتسوناغا (松永 成立) (ولد 12 أغسطس 1962) هو لاعب كرة قدم ياباني سابق، شارك في كأس آسيا 1992 وكأس القارات 1995.

## روابط خارجية
1. ↑  "معلومات عن شيغيتاتسو ماتسوناغا على موقع static.fifa.com". static.fifa.com. مؤرشف من الأصل في 2019-12-09.
2. ↑  "معلومات عن شيغيتاتسو ماتسوناغا على موقع transfermarkt.com". transfermarkt.com. مؤرشف من الأصل في 2020-03-30.
3. ↑  "معلومات عن شيغيتاتسو ماتسوناغا على موقع worldfootball.net". worldfootball.net. مؤرشف من الأصل في 2019-07-03.

- شيغيتاتسو ماتسوناغا على موقع الاتحاد الدولي (مؤرشف)  (الإنجليزية)
- شيغيتاتسو ماتسوناغا على موقع رابطة كرة القدم اليابانية للمحترفين (اليابانية)
- شيغيتاتسو ماتسوناغا على موقع قاعدة بيانات كرة القدم.إي يو (الإنجليزية)
- شيغيتاتسو ماتسوناغا على موقع ناشيونال فوتبول تيمز (الإنجليزية)
- شيغيتاتسو ماتسوناغا على موقع عالم كرة القدم.نت (الإنجليزية)